# Борисовка (Егорьевский район)
Борисовка — село в Егорьевском районе Алтайского края России. Входит в состав Кругло-Семенцовского сельсовета.

## География
Село находится в юго-западной части Алтайского края, юго-восточнее озера Горькое, на расстоянии примерно 19 километров (по прямой) к юго-юго-западу (SSW) от села Новоегорьевское, административного центра района. Абсолютная высота — 266 метров над уровнем моря.

Климат умеренный, континентальный. Средняя температура января составляет −12,5 °C, июля — +18,6 °C. Годовое количество осадков составляет 362 мм.

## История
Село было основано в 1922 году. В 1928 году в посёлке Ново-Борисовский имелось 78 хозяйств. В административном отношении входил в состав Круглов-Семенцовского сельсовета Рубцовского района Рубцовского округа Сибирского края. В 1931 г. посёлок Ново-Борисовка состоял из 94 хозяйств, в составе Шубинского сельсовета Рубцовского района.

## Население
| 1926 | 1931 | 1997 | 1998 | 1999 | 2000 | 2001 |
| ---- | ---- | ---- | ---- | ---- | ---- | ---- |
| 489  | ↘450 | ↘288 | →288 | ↘287 | ↘279 | ↘260 |
| 2002 | 2003 | 2004 | 2005 | 2006 | 2007 | 2008 |
| ↘241 | ↗248 | ↘246 | ↗247 | ↘236 | ↗239 | ↘224 |
| 2009 | 2010 | 2011 | 2012 | 2013 |      |      |
| ↗237 | ↘227 | →227 | ↘204 | ↘200 |      |      |

Согласно результатам переписи 2002 года, в национальной структуре населения русские составляли 98 %.

## Инфраструктура
В селе функционирует фельдшерско-акушерский пункт.

## Улицы
Уличная сеть села состоит из двух улиц и одного переулка.